# Campeonato Maranhense 1919
In 1919 werd het tweede Campeonato Maranhense gespeeld voor voetbalclubs uit Braziliaanse staat Maranhão. De competitie werd georganiseerd door de FMF. Luso Brasileiro werd kampioen. 

## Eindstand
| Plaats | Club            | Wed. | W | G | V | Saldo | Ptn. |
| ------ | --------------- | ---- | - | - | - | ----- | ---- |
| 1.     | Luso Brasileiro | 8    | 7 | 1 | 0 | 31:3  | 15   |
| 2.     | Fénix           | 8    | 5 | 0 | 3 | 15:11 | 10   |
| 3.     | Vasco da Gama   | 8    | 4 | 1 | 3 | 11:14 | 9    |
| 4.     | Anilense        | 8    | 1 | 2 | 5 | 7:8   | 4    |
| 5.     | Brasil          | 8    | 0 | 2 | 6 | 4:32  | 2    |

|  | Kampioen |

## Kampioen
| Campeonato Maranhense de 1919       |
| Maranhão                            |
| ----------------------------------- |
| LUSO BRASILEIRO Kampioen (2° titel) |